# Повода
Повода (слч. Povoda, мађ. Pódatejed) насељено је мјесто са административним статусом сеоске општине (слч. obec) у округу Дунајска Стреда, у Трнавском крају, Словачка Република.

## Становништво
| Година:    | 1994. | 2004.   | 2014.    | 2024.   |
| ---------- | ----- | ------- | -------- | ------- |
| Број људи: | 724   | 788     | 901      | 968     |
| Разлика:   |       | +8,83 % | +14,34 % | +7,43 % |

| Година:    | 2023. | 2024.   |
| ---------- | ----- | ------- |
| Број људи: | 994   | 968     |
| Разлика:   |       | -2,61 % |

Према подацима о броју становника из 2011. године насеље је имало 890 становника.